# Yoann Andreu
Yoann Andreu (Bourg-en-Bresse, 3 maggio 1989) è un ex calciatore francese, di ruolo difensore.